# Cuyodynerus pullus
Cuyodynerus pullus är en stekelart som beskrevs av Cooper 2001. Cuyodynerus pullus ingår i släktet Cuyodynerus och familjen Eumenidae. Inga underarter finns listade i Catalogue of Life.